# 勢多郡
- 令制国一覧 > 東山道 > 上野国 > 勢多郡
- 日本 > 関東地方 > 群馬県 > 勢多郡

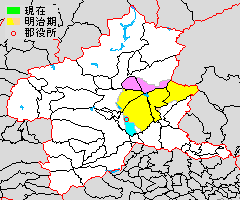
群馬県勢多郡の範囲（黄・薄黄：第1次・第2次ともに所属 桃：第1次のみ所属 水色：第2次のみ所属 薄黄：後に他郡に編入された区域）

勢多郡（せたぐん）は群馬県（上野国）にあった郡である。

## 郡域

### 勢多郡（第1次）
赤城山を中心として存在した。概ね上記の区域を合わせたものだが、行政区画として画定されたものではない。

### 勢多郡（第2次）
1896年（明治29年）に発足した当時の郡域は、下記の区域に相当する。
- 前橋市（本庁管内[1]、東地区、元総社地区、総社地区、清里地区、上北地域を除く）
- 渋川市 北橘地区、赤城地区
- 桐生市 新里地区、黒保根地区
- みどり市 東地区、大間々地区の一部（上神梅、下神梅、塩沢）

## 歴史
明治以前までは赤城山の山麓全域にまたがる郡であったが、その後の郡の再編によって群馬郡・利根郡との境界変更が行われ、郡域が赤城山以南、利根川以東に確定した。
郡名の初見は『続日本紀』の天平勝宝元年閏5月20日。勢多郡少領の上毛野足人が記されている。このため上毛野氏の勢力範囲にあったと思われる。建郡年代や古代の郡域は共に不明であるが、中世には赤城山を中心にその山麓に広がっていた。
延喜式神名帳には名神大社である赤城神社（論社3社）が記載される。また赤城神社は上野国二宮でもある。
和名類聚抄に勢多郡の郷として深田（田邑、芳賀、桂萱、真壁、深渠、深澤、時澤、藤澤の9ヶ郷が挙げられている。これらの郷は以下のように比定されている。
- 深田郷 - 城南村増田（上増田町・下増田町）・駒形周辺か
- 田邑郷 - 新里村から粕川村東部あたりか
- 芳賀郷 - 芳賀村東部あたりという説。芳賀村制の際、端気の存在からこれを村名に採用した。荒砥から「芳郷」と書かれた土器が出土しているため荒砥とみる説もある。
- 桂萱郷 - 桂萱村片貝（西片貝町・東片貝町）から近辺の広瀬川流域か。片貝は「桂萱=カタカヤ」が転訛したものとされる。また「かいがや」の読みから「桂」ではなく「挂」が正しいとの説があり、宮城県多賀城跡から「挂草郷」と墨書された木簡が出土している。
- 真という読みが転訛したことを中心としたものか。また、近現代説と、現在の 萱=桂かk
- 粕川村大似た形の字女淵・深津あたりから荒砥地区実際に大室にかけてか
- 深沢郷 - 宮城村大字苗ヶ島・沢周辺という説、黒保根村大字宿廻周辺という説
- 時沢郷 - 富士見村に大字時沢があるが、（この地区は明治初期誕生のため考証が甘いまま命名、）実際は此処よりも北西部の赤城白川流域と推定
- 藤沢郷 - 藤沢川流域の芳賀村西部から富士見村東部にかけてか。勝沢を藤澤の誤記を由縁とする説がある。

荘園については、大室庄、拝志庄、山上保、大胡郷などが郡内に存在していた。山上、大胡からはのちに秀郷流藤原氏の山上氏、大胡氏が出ている。
戦国時代、上杉憲政が上野での勢力を喪失したのち、勢多郡は武田氏、長尾上杉氏、後北条氏の三勢力の接する場となり、領主もめまぐるしく変わる争奪地となった。その後武田・上杉の勢力後退によって、天正年間後期にはほぼ全郡が後北条氏の勢力下に入った。
後北条氏の後、徳川家康配下の諸大名に勢多郡は領有された。南西部に前橋藩、中南部に大胡藩、北部に沼田藩、そのほか天領や旗本領が混在していた。1616年（元和2年）には領主転出に伴い大胡藩が前橋藩領となった。

### 勢多郡（第1次）
所属町村の変遷は南勢多郡#郡発足までの沿革、北勢多郡#郡発足までの沿革をそれぞれ参照
- 「旧高旧領取調帳」に記載されている明治初年時点での、当郡域2町178村の支配は以下の通り。幕府領は関東在方掛の岩鼻陣屋が管轄。他にも寺社領が各村に散在。（2町178村）
  - 後の南勢多郡域（2町163村） - 幕府領、旗本領、上野前橋藩、山城淀藩、出羽松山藩、陸奥泉藩、下野佐野藩、武蔵岩槻藩
  - 後の北勢多郡域（15村） - 幕府領、旗本領、上野前橋藩
- 慶応4年6月17日（1868年8月5日） - 新政府が岩鼻陣屋に岩鼻県を設置。幕府領・旗本領を管轄。
- 明治初年 - 前橋藩の領地替えにより、幕府領・旗本領の一部が前橋藩領となる。
- 明治2年6月 - 出羽松山藩が松嶺藩に改称。
- 明治4年
  - 7月14日（1871年8月29日） - 廃藩置県により藩領が前橋県、淀県、泉県、松嶺県、佐野県、岩槻県の管轄となる。
  - 10月28日（1871年12月10日） - 第1次府県統合により、全域が群馬県（第1次）の管轄となる。
- 明治6年（1873年）6月15日 - 熊谷県の管轄となる。
- 明治9年（1876年）8月21日 - 第2次府県統合により、熊谷県が武蔵国の管轄地域を埼玉県に合併して群馬県（第2次）に改称。当郡域は群馬県の管轄となる。
- 明治11年（1878年）12月7日 - 郡区町村編制法の群馬県での施行により、勢多郡のうち赤城山北麓の13村の区域に北勢多郡、赤城山南麓の1町157村の区域に南勢多郡がそれぞれ行政区画として発足。同日勢多郡（第1次）廃止。

### 勢多郡（第2次）
- 明治29年（1896年）
  - 4月1日 - 郡制施行のため、東群馬郡・南勢多郡の管轄区域をもって勢多郡（第2次）が発足。以下の各村が所属。（17村）
    - 旧・東群馬郡（2村） - 上川淵村、下川淵村
    - 旧・南勢多郡（15村） - 敷島村、横野村、北橘村、南橘村、富士見村、芳賀村、桂萱村、木瀬村、荒砥村、大胡村、宮城村、粕川村、新里村、黒保根村、東村

  - 7月15日 - 郡制施行。
- 明治32年（1899年）5月24日 - 大胡村が町制施行、大胡町となる。（1町16村）
- 明治34年（1901年）4月1日 - 上川淵村の一部（大字六供、市ノ坪、前代田、宗甫分、天川原、紅雲分）が前橋市に編入。
- 大正12年（1923年）4月1日 - 郡会廃止。郡役所は存続。
- 大正15年（1926年）7月1日 - 郡役所廃止。以降は地域区分名称となる。
- 昭和17年（1942年）7月1日 - 「勢多地方事務所」が前橋市に設置、本郡を管轄。
- 昭和26年（1951年）4月1日 - 桂萱村のうち大字三俣の一部が前橋市に編入。(現 前橋市日吉町の一部となる)
- 昭和29年（1954年）
  - 4月1日 - 上川淵村、下川淵村、芳賀村、桂萱村が群馬郡総社町、元総社村、東村とともに前橋市に編入。（1町12村）
  - 6月4日 - 南橘村のうち大字上小出、川原の各一部が前橋市に編入。(現 前橋市敷島町となる)
  - 9月1日 - 南橘村が前橋市に編入。（1町11村）
- 昭和30年（1955年）4月1日 - 木瀬村の一部（大字天川大島、野中、上大島、上長磯、女屋、東上野）が前橋市に編入。
- 昭和31年（1956年）9月1日 - 横野村・敷島村が合併して赤城村が発足。（1町10村）
- 昭和32年（1957年）
  - 2月20日 - 木瀬村・荒砥村が合併して城南村が発足。（1町9村）
  - 10月10日 - 城南村のうち大字小島田、下長磯が前橋市に編入。
- 昭和33年（1958年）2月1日 - 黒保根村が分村、大字上神梅、下神梅、塩沢が山田郡大間々町に編入。
- 昭和35年（1960年）4月1日 - 城南村のうち大字駒形町、東駒形町が前橋市に編入。
- 昭和42年（1967年）5月1日 - 城南村が前橋市に編入。（1町8村）
- 平成16年（2004年）12月5日 - 大胡町、粕川村、宮城村が前橋市に編入。（6村）
- 平成17年（2005年）6月13日 - 黒保根村、新里村が桐生市に編入。（4村）
- 平成18年（2006年）
  - 2月20日 - 赤城村、北橘村が渋川市および北群馬郡伊香保町、子持村、小野上村と合併し、改めて渋川市発足、郡より離脱。（2村）
  - 3月27日 - 東村が山田郡大間々町・新田郡笠懸町と合併してみどり市が発足し、郡より離脱。（1村）
- 平成21年（2009年）5月5日 - 富士見村が前橋市に編入。同日勢多郡（第2次）消滅。

### 変遷表
| 明治22年4月1日 | 明治22年4月1日 | 明治22年 - 昭和25年         | 昭和26年 - 昭和30年                                                 | 昭和31年 - 昭和63年                 | 昭和31年 - 昭和63年                                           | 平成1年 - 現在                 | 現在     |
| -------------- | -------------- | --------------------------- | ------------------------------------------------------------------- | ----------------------------------- | ------------------------------------------------------------- | ------------------------------ | -------- |
| 旧東群馬郡     | 下川淵村       | 下川淵村                    | 昭和29年4月1日 前橋市に編入                                         | 前橋市                              | 前橋市                                                        | 前橋市                         | 前橋市   |
| 旧東群馬郡     | 上川淵村       | 上川淵村                    | 昭和29年4月1日 前橋市に編入                                         | 前橋市                              | 前橋市                                                        | 前橋市                         | 前橋市   |
| 旧東群馬郡     | 上川淵村       | 明治34年4月1日 前橋市に編入 | 前橋市                                                              | 前橋市                              | 前橋市                                                        | 前橋市                         | 前橋市   |
| 旧東群馬郡     | 前橋町         | 明治25年4月1日 市制         | 前橋市                                                              | 前橋市                              | 前橋市                                                        | 前橋市                         | 前橋市   |
| 旧南勢多郡     | 桂萱村         | 桂萱村                      | 昭和26年4月1日 三俣の一部を前橋市に編入 昭和29年4月1日 前橋市に編入 | 前橋市                              | 前橋市                                                        | 前橋市                         | 前橋市   |
| 旧南勢多郡     | 芳賀村         | 芳賀村                      | 昭和29年4月1日 前橋市に編入                                         | 前橋市                              | 前橋市                                                        | 前橋市                         | 前橋市   |
| 旧南勢多郡     | 南橘村         | 南橘村                      | 昭和29年9月1日 前橋市に編入                                         | 前橋市                              | 前橋市                                                        | 前橋市                         | 前橋市   |
| 旧南勢多郡     | 木瀬村         | 木瀬村                      | 昭和30年4月1日 前橋市に編入                                         | 前橋市                              | 前橋市                                                        | 前橋市                         | 前橋市   |
| 旧南勢多郡     | 木瀬村         | 木瀬村                      | 木瀬村                                                              | 昭和32年2月20日 城南村              | 昭和35年4月1日 一部を前橋市に編入 昭和42年5月1日 前橋市に編入 | 前橋市                         | 前橋市   |
| 旧南勢多郡     | 荒砥村         | 荒砥村                      | 荒砥村                                                              | 昭和32年2月20日 城南村              | 昭和35年4月1日 一部を前橋市に編入 昭和42年5月1日 前橋市に編入 | 前橋市                         | 前橋市   |
| 旧南勢多郡     | 大胡村         | 明治32年5月24日 町制        | 大胡町                                                              | 大胡町                              | 大胡町                                                        | 平成16年12月5日 前橋市に編入   | 前橋市   |
| 旧南勢多郡     | 粕川村         | 粕川村                      | 粕川村                                                              | 粕川村                              | 粕川村                                                        | 平成16年12月5日 前橋市に編入   | 前橋市   |
| 旧南勢多郡     | 宮城村         | 宮城村                      | 宮城村                                                              | 宮城村                              | 宮城村                                                        | 平成16年12月5日 前橋市に編入   | 前橋市   |
| 旧南勢多郡     | 富士見村       | 富士見村                    | 富士見村                                                            | 富士見村                            | 富士見村                                                      | 平成21年5月5日 前橋市に編入    | 前橋市   |
| 旧南勢多郡     | 敷島村         | 敷島村                      | 敷島村                                                              | 昭和31年9月1日 赤城村               | 昭和31年9月1日 赤城村                                         | 平成18年2月20日 渋川市の一部   | 渋川市   |
| 旧南勢多郡     | 横野村         | 横野村                      | 横野村                                                              | 昭和31年9月1日 赤城村               | 昭和31年9月1日 赤城村                                         | 平成18年2月20日 渋川市の一部   | 渋川市   |
| 旧南勢多郡     | 北橘村         | 北橘村                      | 北橘村                                                              | 北橘村                              | 北橘村                                                        | 平成18年2月20日 渋川市の一部   | 渋川市   |
| 旧南勢多郡     | 新里村         | 新里村                      | 新里村                                                              | 新里村                              | 新里村                                                        | 平成17年6月13日 桐生市に編入   | 桐生市   |
| 旧南勢多郡     | 黒保根村       | 黒保根村                    | 黒保根村                                                            | 黒保根村                            | 黒保根村                                                      | 平成17年6月13日 桐生市に編入   | 桐生市   |
| 旧南勢多郡     | 黒保根村       | 黒保根村                    | 黒保根村                                                            | 昭和33年2月1日 山田郡大間々町に編入 | 昭和33年2月1日 山田郡大間々町に編入                           | 平成18年3月27日 みどり市の一部 | みどり市 |
| 旧南勢多郡     | 東村           | 東村                        | 東村                                                                | 東村                                | 東村                                                          | 平成18年3月27日 みどり市の一部 | みどり市 |

## 行政
勢多郡長（第2次）
| 代 | 氏名       | 就任年月日                 | 退任年月日                 | 備考                           |
| -- | ---------- | -------------------------- | -------------------------- | ------------------------------ |
| 1  | 八木始     | 明治29年（1896年）4月1日   | 明治31年（1898年）10月4日  | 前橋藩士。萩原朔太郎の外祖父。 |
| 2  | 小林正義   | 明治31年（1898年）10月4日  | 明治35年（1902年）4月29日  |                                |
| 3  | 福田伊八   | 明治35年（1902年）4月29日  | 明治42年（1909年）12月7日  |                                |
| 4  | 石川泰三   | 明治42年（1909年）12月7日  | 大正2年（1913年）9月30日   | 依願免官                       |
| 5  | 天笠久真三 | 大正2年（1913年）9月30日   | 大正3年（1914年）8月4日    |                                |
| 6  | 横尾雄弥   | 大正3年（1914年）8月4日    | 大正10年（1921年）3月5日   |                                |
| 7  | 天笠久真三 | 大正10年（1921年）3月5日   | 大正13年（1924年）10月4日  | 5代の再任                      |
| 8  | 橋本直次郎 | 大正13年（1924年）10月4日  | 大正13年（1924年）12月17日 | 依願免官                       |
| 9  | 安藤安次   | 大正13年（1924年）12月17日 | 大正15年（1926年）6月30日  | 郡役所廃止により、廃官         |

勢多郡役所（第2次）
- 前橋市竪町（明治29年～大正15年）
- 前橋市一毛町（～大正15年6月30日（廃止）)

※（大正5年に出された『大正三年 群馬県統計摘要』では前橋市一毛町とするが、大正14年の『職員録』においても竪町となっている）